# 河北省职工医学院
河北省职工医学院，前身是1949年9月建立的河北省卫生干部训练所，历经多次调整，1983年3月，正式成立河北省职工医学院。2004年，河北省职工医学院撤销与河北省职工医学院附属医院一起并入河北大学，成为河北大学医学部。河北省职工医学院原址位于河北省保定市莲池区裕华东路342号。

## 历史沿革
河北省职工医学院的前身是1949年9月建立的河北省卫生干部训练所，1951年更名为河北省保定卫生学校。1958年，河北省通州医士学校并入河北省保定卫生学校，后历经保定医学院、保定医学专科学校、河北省卫生干部进修学校、保定地区卫生学校等发展阶段，1983年3月，正式组建河北省职工医学院。2002年12月，保定市卫生学校、河北中医药学校、保定市经济管理干部学校并入河北省职工医学院。2004年，河北省职工医学院撤销与河北省职工医学院附属医院一起并入河北大学。

## 附属设施
河北省职工医学院附设河北省职工医学院附属医院，2004年并入河北大学后，成为河北大学附属医院。